# 無綫翡翠台
翡翠台（英語：TVB Jade International）的國際版本是香港電視廣播（國際）有限公司擁有的一條以粵語廣播為主的綜合娛樂頻道。

## 各地版本播放
全球版翡翠台將於2016年9月15日經新版TVB Anywhere啟播。
部份節目亦會透過第二聲道，選擇以普通話播放。除了新聞節目以外，部份節目亦提供繁體中文、簡體中文及英文字幕。
加拿大TVB Anywhere用戶可以選擇與香港時間或加東時間同步收看劇集。當晚黃金時段的節目表與香港的翡翠台一樣。
澳洲TVB Anywhere用戶可在2018年9月1日起選擇香港時區收看節目，另外加上現有的無綫翡翠台 (澳新時區)頻道可供選擇。
現時全球地區廣播不包括美國、加拿大、中國大陸、香港及澳門。

## 節目
海外版的無綫翡翠台包括香港翡翠台和部份香港TVB Plus節目。
無綫翡翠台於黃金時間播出的劇集大部份跟香港翡翠台同步，唯播放一些資訊節目如《東張西望》以及《流行都市》（及其前身《都市閒情》）等會播放較早一天的節目內容。
由於播映權的關係，香港翡翠台在播放外購劇的時候，國際版翡翠台將會在同時段重播舊劇或首播新劇以填補時間，直至香港翡翠台推出新無綫自製劇為止，除非無綫電視已購入該外購劇集（尤其是中國內地電視劇）的全球播映權，才能於香港以外的頻道播出。

### 首播新劇時段
- 2019年11月18日起播出《堅離地愛堅離地》及《過街英雄》 ，香港翡翠台同時段播出外購中國劇集《鳳弈》。
- 2020年3月2日起播出《萌妃駕到》，香港時區同時段重播劇集《宮心計2深宮計》 ，香港翡翠台同時段播出劇集《慶餘年》 。
- 2020年8月17日起播出《无心法师3》，香港時區以及香港翡翠台同時段重播劇集《过街英雄》、《廉政行動2019》、《愛情來的時候》以及《愛情來的時候2》（德國） 。
- 2020年9月28日起播出《萬水千山風雨情》，香港翡翠台同時段播出外購中國劇集《錦繡南歌》。
- 2020年12月28日起播出《燕雲台》，香港時區同時段重播劇集《鐵探》、《愛情來的時候》（日本）以及《倩女喜相逢》，香港翡翠台首週同時段播出劇集《非凡三俠》。
- 2020年12月28日起播出《香港愛情故事》、重播《機動部隊2019》、《愛情來的時候》（新加坡）以及《廉政行動2019》，香港翡翠台同時段播出劇集《堅離地愛堅離地》。
- 2022年5月16日起播出重播《來自喵喵星的妳》及重播《機動部隊2019》，香港翡翠台同時段播出外购剧劇集《尚食》，马来西亚翡翠台同時段播出外购剧劇集《骊歌行》。
- 2022年9月5日起与播出重播《公公出宫》及新加坡和香港翡翠台同時段播出外购剧劇集《夢華錄》，马来西亚翡翠台同時段播出外购剧劇集《浮世雙嬌傳》及澳大利亚翡翠台同時段播出外购剧劇集《贅婿》。
- 2023年1月9日起与播出重播《反黑路人甲》及香港翡翠台同時段播出外购剧劇集《飛狐外傳》，海外翡翠台同時段播出外购剧劇集《天龍八部》。
- 2023年4月17日起与播出重播《殺手》及香港翡翠台同時段播出外购剧劇集《川內相親》，海外翡翠台同時段播出外购剧劇集《玉樓春》，美国TVB则播放外购剧劇集《獅子山下的故事》。

## 台徽
全球版翡翠台台徽一般在畫面右上角顯示，而「無綫」及「翡翠台」會分兩行顯示。
在播放節目期間，節目名稱會在台徽左側顯示目前播出的節目。
轉播無綫新聞台節目期間，會在右上角顯示無綫新聞台台徽，為避免與台徽重疊而影響觀眾觀看，這情況下台徽會暫時改為在左上角顯示。此安排於2020年4月起取消，於這個時間起只會在右上角顯示無綫翡翠台台徽，而不顯示無綫新聞台台徽。
2018年9月1日起，轉播TVB新聞台前後，會有藍色背景，分別提示「以下時段 香港新聞聯播即將開始」及「香港新聞聯播完畢 敬請留意」。2019年3月8日起，改用翡翠台紅色背景。
2020年7月1日起0時起，該台不再使用「無綫」一字，只剩下「翡翠台」的台徽。

## 外部連結
- TVB Anywhere （页面存档备份，存于） （中文）